# Trípoli (distrito líbio)
Trípoli (em árabe: طرابلس; romaniz.: Tarabulus) é um distrito da Líbia. Foi criado em 1983, e de acordo com censo de 1987, havia 990 697 residentes. No censo de 1995, há dois valores discrepantes dados à população local: 1 313 996 e 1 083 000. No censo de 2001, registrou-se 987 713 residentes.
Após a reforma de 2002, possui uma zona costeira no mar Mediterrâneo e faz divisa no interior com Zauia a oeste, Jafara a sudoeste, Jabal Algarbi a sul e Murgube a leste. Segundo o censo de 2012, a população era de 940 653 pessoas, das quais 890 784 eram líbios e 49 869 não-líbios. O tamanho médio das famílias líbias era 5.04, enquanto o tamanho médio das não-líbios era de 4.01. Há no total 197 682 famílias no distrito, com 184 778 sendo líbias e 12 904 não-líbias. Em 2012, cerca de 2 829 indivíduos morreram no distrito, dos quais 2 113 eram homens e 716 eram mulheres.